# Vuelo 129 de Air China
El vuelo 129 de Air China era el de un Boeing 767-200ER de Pekín (China) al Aeropuerto Internacional de Gimhae (Corea del Sur) que, el 15 de abril de 2002, se estrelló en una colina cerca de Busan (Corea del Sur), matando a 129 de los 166 pasajeros a bordo. Este es fue el primer accidente de avión en compañía de Air China.
La Junta de Investigación de Accidentes de Aviación de Corea publicó el informe final en marzo de 2005 y concluyó que el accidente se debió a un error del piloto. El informe final indicaba que la tripulación volaba inadvertidamente por debajo de la altitud mínima de seguridad. La información detallada del informe también reveló que los pilotos fueron entrenados para llevar a cabo la aproximación circular en el simulador de la aerolínea solo para el Aeropuerto Internacional Capital de Beijing y nunca realizaron una simulación para la aproximación circular a la pista 18R del Aeropuerto de Gimhae. Posteriormente, el informe también culpó a los controladores de la torre en el aeropuerto de Gimhae por no usar los sistemas BRITE y MSAW de la torre al perder el contacto visual con el avión del vuelo 129.

## Accidente

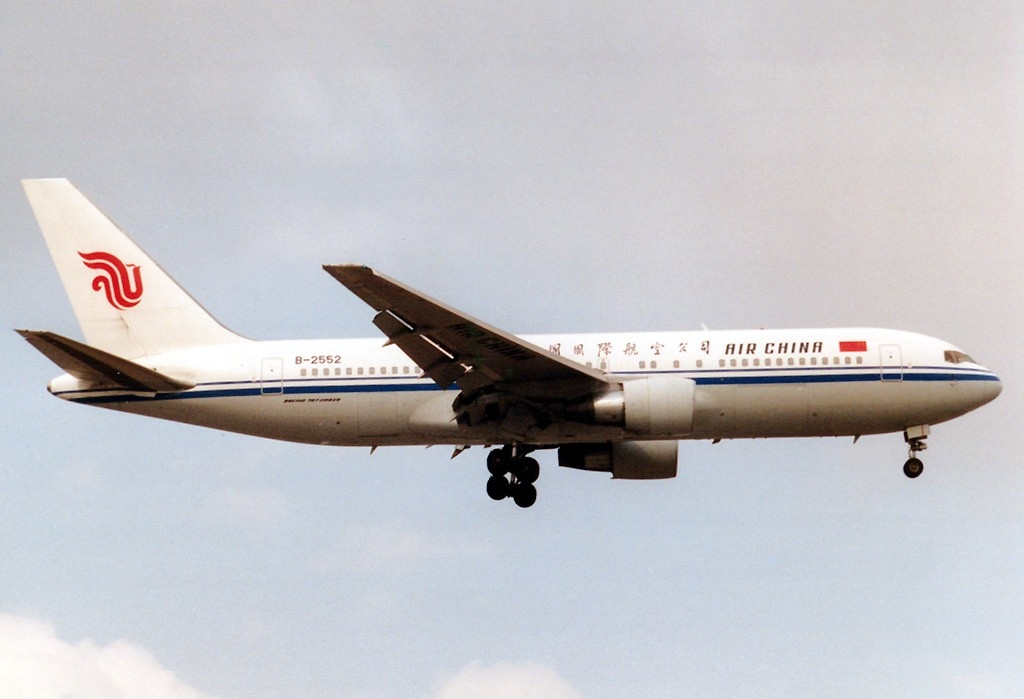
El avión accidentado en 1991.

El vuelo ha despegado a las 8:37 hora local. Después de casi dos horas de vuelo, que llegó cerca del aeropuerto de Gimhae en la lluvia y la niebla. A las 11:20 hora local, el avión recibió la autorización para aterrizar en la pista 36L de la torre de Gimhae, pero el aterrizaje del avión se interrumpe por la falta de visibilidad.
Cuando el avión volvió de nuevo para unirse a la final de la pista 18R a su aeropuerto de destino, el Boeing 767 impacta en una zona boscosa en una hora local 11:40 en la colina, se rompió y se incendió. Las condiciones meteorológicas eran normales, con llovizna y la visibilidad en el área de 4000 metros. Entre los 166 pasajeros y la tripulación, 128 personas murieron y 37 sobrevivieron, entre ellos el capitán.

## Dramatización
Este accidente fue presentado en la serie canadiense Mayday: catástrofes aéreas en un episodio de la decimoséptima temporada, titulado «Punto de retorno». 